# DOCMA
DOCMA ist eine deutsche Fotozeitschrift. Sie erscheint seit 2001 quartalsweise. Chefredakteur ist Christoph Künne, der auch Geschäftsführer der herausgebenden Verlagsgesellschaft DOCMAtische Gesellschaft Verlags GmbH ist. Der Zeitschriftenverlag ist Mitglied der IVW.
DOCMA bietet Artikel zu Themen der Fotografie. Weitere Beiträge bringen dem Leser den Umgang mit Bildbearbeitung näher. Jährlich wird der DOCMA-Award verliehen.